# Ksenija Pantelejewa
Ksenija Hennadijiwna Pantelejewa (ukr. Ксенія Геннадіївна Пантелєєва; ur. 11 maja 1994 we Lwowie) – ukraińska szpadzistka, brązowa medalistka mistrzostw świata.
Podczas mistrzostw świata w Moskwie w 2015 roku Ukrainki w składzie: Ołena Krywyćka, Ksenija Pantelejewa, Anfisa Poczkałowa i Jana Szemiakina zdobyły drużynowo brązowy medal. Była też między innymi czwarta w tej konkurencji na mistrzostwach świata w Budapeszcie w 2019 roku.
Wystartowała na igrzyskach olimpijskich w Londynie w 2012 roku, gdzie odpadła w drugiej rundzie turnieju indywidualnego, a drużynowo zajęła ósme miejsce. Na rozgrywanych cztery lata później igrzyskach olimpijskich w Rio de Janeiro ponownie ósma w drużynie, a indywidualnie zajęła 28. miejsce.